# بنو ویس
بنو ویس (انگلیسی: Benno Wiss؛ زادهٔ ۱۳ ژوئیهٔ ۱۹۶۲) دوچرخه‌سوار اهل سوئیس است.
وی در مسابقات کشوری و بین‌المللی در مجموع برندهٔ ۱ مدال نقره شده‌است.